# Mike Cahill (Tennisspieler)
Mike Cahill (* 17. Juni 1952 in Waukesha, Wisconsin) ist ein ehemaliger US-amerikanischer Tennisspieler.

## Karriere
Ab 1974 trat Cahill bei Turnieren der ATP World Tour an und ab 1975 auch bei Turnieren außerhalb der USA.
Im November 1975 kam er in Kalkutta zum ersten Mal in ein Halbfinale einer Einzelkonkurrenz; er musste sich dort Manuel Orantes geschlagen geben. Im Juli 1978 erreichte er erstmals das Finale eines Challengerturniers in Raleigh, welches er gegen den Südafrikaner Willem Prinsloo gewann. Im Folgejahr kam er in Stowe das einzige Mal in seiner Karriere in die Finalrunde einer Einzelkonkurrenz der World Tour, wobei er glatt in zwei Sätzen gegen Jimmy Connors verlor. 1980 folgte noch eine Halbfinalniederlage in Tampa gegen Stan Smith und 1982 in South Orange gegen Raúl Ramírez.
Im Doppel war Cahill erfolgreicher. Gemeinsam mit John Whitlinger kam er im Juli 1975 in Chicago in sein erstes Finale, im folgenden Jahr kamen zwei weitere Doppelfinals für die beiden hinzu. Im September 1976 holten Whitlinger den ersten gemeinsamen Doppeltitel auf den Bermudainseln, als sie die Australier Ray Ruffels und Dick Crealy schlugen. Bis 1981 folgten vier weitere Doppeltitel mit unterschiedlichen Partnern. 
Nach 1983 spielte er nur noch vereinzelte Turniere in seinem Heimatland. Zum letzten Mal trat er 1984 im Doppel von Memphis an, wo er eine Erstrundenniederlage entsteckte.

## Persönliches
Ende der 1970er Jahre war Cahill verheiratet und lebte im selben Appartementkomplex wie sein mehrfacher Doppelpartner Terry Moor und dessen Ehefrau.

## Erfolge
| Legende                 |
| Grand Slam              |
| Masters Grand Prix      |
| Grand Prix Super Series |
| Grand Prix Series (5)   |
| ATP Challenger Tour (2) |

| Titel nach Belag |
| Hartplatz (2)    |
| Rasen            |
| Sand (2)         |
| Teppich (1)      |

### Einzel

#### Turniersiege
| Nr. | Datum        | Turnier | Belag | Finalgegner     | Ergebnis      |
| --- | ------------ | ------- | ----- | --------------- | ------------- |
| 1.  | 3. Juli 1978 | Raleigh | Sand  | Willem Prinsloo | 6:3, 3:6, 7:6 |

#### Finalteilnahmen
| Nr. | Datum           | Turnier | Belag     | Finalgegner   | Ergebnis |
| --- | --------------- | ------- | --------- | ------------- | -------- |
| 1.  | 19. August 1979 | Stowe   | Hartplatz | Jimmy Connors | 0:6, 1:6 |

### Doppel

#### Turniersiege

##### ATP Tour
| Nr. | Datum              | Turnier | Belag       | Partner         | Finalgegner                       | Ergebnis      |
| --- | ------------------ | ------- | ----------- | --------------- | --------------------------------- | ------------- |
| 1.  | 13. September 1976 | Bermuda | Sand        | John Whitlinger | Ray Ruffels Dick Crealy           | 6:4, 4:6, 7:6 |
| 2.  | 4. Dezember 1977   | Bombay  | Sand        | Terry Moor      | Marcelo Lara Jasjit Singh         | 6:7, 6:4, 6:4 |
| 3.  | 19. August 1979    | Stowe   | Hartplatz   | Steve Krulevitz | Anand Amritraj Colin Dibley       | 3:6, 6:3, 6:4 |
| 4.  | 16. November 1981  | Bangkok | Teppich (i) | John Austin     | Lloyd Bourne Van Winitsky         | 6:3, 7:6      |
| 5.  | 3. Oktober 1981    | Maui    | Hartplatz   | Eliot Teltscher | Francisco González Bernard Mitton | 6:4, 6:4      |

##### Challenger Tour
| Nr. | Datum         | Turnier    | Belag | Partner      | Finalgegner                   | Ergebnis      |
| --- | ------------- | ---------- | ----- | ------------ | ----------------------------- | ------------- |
| 1.  | 19. Juni 1978 | Birmingham | Rasen | Marcelo Lara | Woody Blocher Dick Bohrnstedt | 6:7, 6:4, 6:4 |

#### Finalteilnahmen
| Nr. | Datum             | Turnier      | Belag       | Partner            | Finalgegner                    | Ergebnis      |
| --- | ----------------- | ------------ | ----------- | ------------------ | ------------------------------ | ------------- |
| 1.  | 20. Juli 1975     | Chicago      | Teppich     | John Whitlinger    | Phil Dent John Alexander       | 3:6, 4:6      |
| 2.  | 25. April 1976    | Sacramento   | Teppich (i) | John Whitlinger    | Tom Gorman Sherwood Stewart    | 6:3, 4:6, 4:6 |
| 3.  | 30. August 1976   | Boston       | Teppich     | John Whitlinger    | Ray Ruffels Allan Stone        | 6:3, 3:6, 6:7 |
| 4.  | 20. November 1977 | Manila       | Sand (i)    | Terry Moor         | Chris Kachel John Marks        | 6:4, 0:6, 6:7 |
| 5.  | 27. August 1978   | Atlanta      | Hartplatz   | Marcelo Lara       | John Alexander Butch Walts     | 6:3, 4:6, 6:7 |
| 6.  | 8. Oktober 1979   | Tel Aviv     | Hartplatz   | Colin Dibley       | Ilie Năstase Tom Okker         | 5:7, 4:6      |
| 7.  | 4. November 1979  | Tokio Indoor | Teppich (i) | Terry Moor         | Marty Riessen Sherwood Stewart | 4:6, 6:7      |
| 8.  | 3. Dezember 1979  | Johannesburg | Hartplatz   | Buster Mottram     | Bob Hewitt Frew McMillan       | 6:1, 1:6, 4:6 |
| 9.  | 1. März 1981      | Memphis      | Teppich (i) | Tom Gullikson      | Gene Mayer Sandy Mayer         | 6:7, 7:6, 6:7 |
| 10. | 9. November 1981  | Taipeh       | Teppich (i) | John Austin        | Mike Bauer John Benson         | 4:6, 3:6      |
| 11. | 28. Februar 1982  | Genua        | Teppich (i) | Buster Mottram     | Pavel Složil Tomáš Šmíd        | 7:6, 5:7, 3:6 |
| 12. | 21. November 1982 | Dortmund     | Teppich (i) | Francisco González | Pavel Složil Tomáš Šmíd        | 2:6, 7:6, 1:6 |
| 13. | 5. Dezember 1982  | Chicago      | Teppich (i) | Bruce Manson       | Anand Amritraj Vijay Amritraj  | 6:3, 2:6, 3:6 |
| 14. | 19. Dezember 1982 | Hartford     | Teppich (i) | Tracy Delatte      | Bob Lutz Dick Stockton         | 6:7, 3:6      |